# Proteste gegen den russischen Überfall auf die Ukraine 2022
Der russische Überfall auf die Ukraine 2022 löste weltweite Proteste aus. Außerdem wurden u. a. einige internationale Sportveranstaltungen in Russland abgesagt.

## In verschiedenen Staaten

### Russland

Die weiß-blau-weiße Flagge, die von Anti-Kriegs-Demonstranten verwendet und von der russischen Opposition weithin unterstützt wird, wurde von ihr auch zur Flagge des sogenannten schönen Russlands der Zukunft erklärt, eben als eine Art parlamentarische Republik

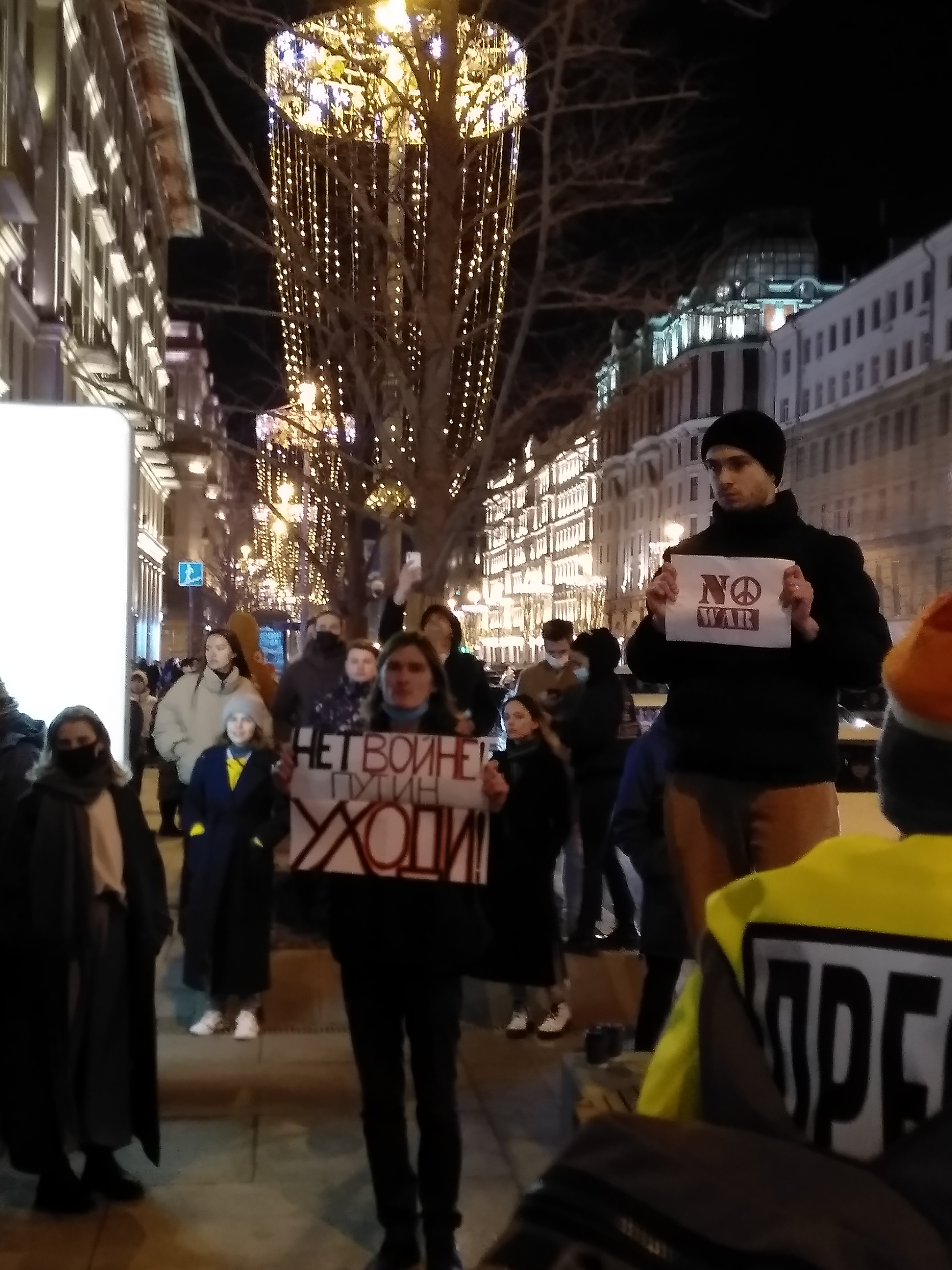
Protestkundgebung am 24. Februar in Moskau

Schon vor dem Zensurgesetz vom 4. März 2022 wurde in Russland verhaftet, wer sich mit nur einer einzigen anderen „protestierenden“ Person traf; bereits seit 2012 war in Russland einzig die Protestform des Einzelprotestes möglich, trotzdem drohten stets auch Einzelprotestierenden Geldbußen oder Haftstrafen. Dazu reicht auch ein Provokateur, der sich zum Protestierenden stellte, womit es sich um eine „Versammlung“ handelt und die Polizei zum Einschreiten befugte. Im Jahr 2019 konnte man noch „Warteschlangen“ in der Nähe von Einzelprotestierenden antreffen, oft aber wurden selbst Kollegen, welche dort in einiger Entfernung ohne jegliche Protestform zusammen standen, um den Einzelprotestierenden abzulösen, verhaftet, da sie wiederum eine Versammlung bildeten.
Wie der Guardian am 3. März berichtete, versuchten tausende vor allem junge Russen, aus Angst vor der Verhängung eines Ausnahmezustands den Staat zu verlassen. In dem Artikel war auch ein Video der 77-jährigen Künstlerin und Aktivistin Jelena Ossipowa zu sehen, die für ihren Protest in Sankt Petersburg von Polizisten abgeführt wird. Eine andere 80-jährige Frau war ebenfalls zweimal verhaftet worden. Sie war eine echte Überlebende der Leningrader Blockade, Menschen, die diese Bezeichnung und einen dementsprechenden Ausweis tragen, gelten in Russland als besonders ehrenhaft.
Masha Gessen erwähnte Schätzungen, wonach sicher über 100.000 Menschen Russland bis am 10. März verlassen hatten, mindestens 20.000 nach Georgien, Kirgisistan und weitere noch direkt erreichbare Staaten, darunter Serbien oder die Türkei.

#### Protestkundgebungen und Demonstrationen
Allein am Tag des Beginns der Invasion wurden mehr als 1700 Protestierende in 53 Städten in ganz Russland von der Polizei festgenommen. Die russische Behörde Sledkom veröffentlichte am 24. Februar eine Warnung, sich an „nicht genehmigten“ Protesten zu beteiligen.
Nach der Einführung des Zensurgesetzes am 4. März waren die Menschen vorsichtiger geworden. Nur ganz wenige riefen etwas, niemand trug ein Plakat mit sich. Trotzdem wurden in St. Petersburg teils auch nur wegen deren Kleiderfarben offiziell 750 Menschen verhaftet, auch vollkommen ahnungslose Auswärtige oder auch wegen vorgeschobener Verstöße gegen Covid-Maßnahmen. Die Proteste in St. Petersburg dauerten auch am zwölften Tag durchgehend an.
Am 1. März verbreitete die Nowaja gaseta über Twitter Bilder Moskauer Kinder, die vor der ukrainischen Botschaft Blumen niedergelegt und selbstgemalte Anti-Kriegs-Transparente gezeigt haben sollen und dafür in Gewahrsam genommen worden seien.
Bis einschließlich 2. März waren in Russland 7.586 Menschen wegen der Proteste in Gewahrsam genommen worden. Am 2. März wurde in mehr als 25 russischen Städten protestiert. Bis einschließlich 6. März wurden etwa 13.000 Menschen bei den Protesten in Russland festgenommen.
Am Wochenende des 19. und 20. März demonstrierten erneut Menschen in zahlreichen Städten Russlands gegen den Krieg. Laut OWD-Info stieg die Zahl der bekannten Festnahmen allein am Sonntag um mehr als 900 auf mittlerweile über 15.000.
Auch einen Monat später stellten sich noch Menschen auf die Straße, beispielsweise mit Plakaten „ich habe keine Angst“ oder anderen.
Der Protest in Russland wurde weiter brutal unterdrückt und die willkürlich anwendbaren und wohl verfassungswidrigen Gesetze auch aufgrund von Denunziationen angewendet. Am 8. Juli wurde dadurch ein lokaler Parlamentsabgeordneter Moskaus, Alexej Gorinow, zu 7 Jahren Gefängnis verurteilt für angebliche Kritik an den russischen Streitkräften, weil er in einer Sitzung über Kinderfeste Zurückhaltung üben wollte und darauf hingewiesen hatte, dass in der Ukraine Kinder stürben. Die Gesetze unterbanden so nicht nur Demonstrationen, sondern jegliche angeblich kritische Äußerungen durch die Androhung von Höchststrafen. Neun Ermittler hätten einige wenige Sätze wie unter dem Mikroskop untersucht, um seine «geheimen Gedanken» zu entschlüsseln, mokierte sich Gorinow in seinem Schlusswort vor Gericht. Seine Kollegin, welche ihn in der Sitzung mit weit deutlicheren Worten unterstützt hatte, setzte sich sofort nach der Denunziation ins Ausland ab, Gorinow blieb. Die NZZ nannte es das glasklar politische Verdikt einer Diktatur. Michail Fischman nannte das Urteil «stalinistisch».
Der Protest in Russland wurde leise und subtil, „die Menschen protestieren im Flüsterton“, schrieb die Nowaja gaseta. Eine andere Protestform war die Verbreitung von Informationen über den wahren Krieg; anfänglich war es noch möglich, auf Sozialen Netzwerken zu diesem Zweck Werbung zu kaufen, die Behörden agierten jedoch immer repressiver, das Souveräne Russische Internet werde in eine Festung verwandelt schrieb The Guardian. Die Aktionen im Internet erschienen als neue Form der Samisdat-Verbreitung von Literatur in der Sowjetunion.
Ein in Moskau stehendes Denkmal von Lessja Ukrajinka wurde zu einem Ort derer, die in Russland an die ukrainischen Kriegsopfer durch den russischen Überfall auf die Ukraine gedenken. Die Moskauer Polizei kontrolliert, dass die Trauernden keine Aufrufe zum Widerstand oder Photos von Kriegsschäden in der Ukraine niederlegen.
Bis September 2023 wurden nach Angaben einer UN-Expertin mehr als 20.000 Menschen wegen ihrer Teilnahme an friedlichen Demonstrationen in Russland festgenommen.
Anfang November 2024 fand mit Wissen der lokalen Behörden in Novosibirsk eine Demonstration gegen den Krieg statt. Aus der Region Kursk stellte sich ein halbes Dorf vor die Kamera mit der Bitte, diesen "verdammten Krieg" zu beenden.

#### Protestresolutionen und offene Briefe
Den Antikriegsaufruf des russischen Bürgerrechtlers Lew Ponomarjow unterzeichneten im Internet bis Freitag, 25. Februar 2022, 15.30 Uhr, gut 530.000 Menschen. Am 28. Februar erreichte die Zahl über eine Million. Lew Ponomarjow wurde ohne Angabe von Gründen am 28. Februar festgenommen.
Russische Wissenschaftlerinnen und Wissenschaftler haben am 24. Februar 2022 in einem offenen Brief gegen die Invasion Russlands in der Ukraine protestiert.

„Wir, russische Wissenschaftler und Wissenschaftsjournalisten, erklären einen starken Protest gegen die von den Streitkräften unseres Landes auf dem Territorium der Ukraine begonnenen Feindseligkeiten. Dieser fatale Schritt führt zu enormen menschlichen Verlusten und untergräbt die Grundlagen des etablierten Systems der internationalen Sicherheit. Die Verantwortung für die Entfesselung eines neuen Krieges in Europa liegt allein bei Russland. […]“

Es gibt Übersetzungen des offenen Briefs in andere Sprachen, z. B. in Deutsch und Englisch. Der offene Brief wurde bis zum 7. März 2022 von über 7750 Personen, darunter zahlreiche Mitglieder der Russischen Akademie der Wissenschaften, mit Angabe des Namens und der wissenschaftlichen Institution unterschrieben. Wegen der verschärften Gesetzgebung zur Zensur vom 4. März 2022 wurde die russischsprachige Fassung des Briefes am 5. März 2022 von der Internetplattform genommen, während die Unterschriften und verschiedene Übersetzungen in andere Sprachen belassen wurden.
350 Mathematiker veröffentlichten am 28. Februar 2022 einen weiteren Aufruf, in dem es unter anderem heißt:

„Wir sind davon überzeugt, dass keine geopolitischen Interessen Opfer und Blutvergießen rechtfertigen können. Krieg wird nur zum Verlust der Zukunft des Landes führen, für die wir arbeiten.“

Im Zusammenhang mit der verschärften Gesetzgebung zur Zensur vom 4. März 2022 wurde der Text des Briefes am 5. März 2022 von der Internetplattform genommen, während die Unterschriften belassen wurden. Bis zum 7. März 2022 hatten den offenen Brief über 500 russische Mathematiker unterzeichnet.
Energieingenieure der DTEK-Gruppe haben sich angesichts des Angriffs auf das Kernkraftwerk Saporischschja mit einem Appell an ihre russischen Kollegen gewandt, mit denen sie die gleiche Ausbildung teilen und die sie aufgefordert haben, „to stop your government which unleashed this criminal war“.
Am 6. März veröffentlichte die Mehrheit der Mitglieder der Kommission für politische Rechte des Menschenrechtsrats beim russischen Präsidenten gemeinsam mit Mitgliedern anderer Kommissionen eine Stellungnahme zum Russischen Überfall auf die Ukraine auf dem Blog des Vorsitzenden ersterer Kommission, Nikolai Swanidse. Die Stellungnahme enthielt keine Unterschriften, da die Erklärung selbst möglicherweise gegen das „Kriegszensur“-Gesetz vom 4. März verstoßen könnte. Trotzdem erklärten mehrere Mitglieder ihre Unterzeichnung öffentlich. In der Stellungnahme wurde die schnellstmögliche Einstellung kriegerischer Handlungen in der Ukraine gefordert (We must halt military actions on the territory of Ukraine as quickly as possible), ebenso wie eine Lösung aller Meinungsunterschiede durch Verhandlungen.
Zum Nationalfeiertag der Ukraine am 24. August veröffentlichte die Nowaja gaseta. Europa Briefe von Russen an die Ukraine.

#### Ausreise von russischen Staatsbürgern aus Russland
Russische Staatsbürger, vornehmlich der Mittel- und Oberschicht wanderten, zusätzlich zur schon zuvor bestehenden Abwanderung, als Reaktion auf den Angriffskrieg aus Russland aus. Eine Umfrage des Lewada-Zentrums hatte vor Beginn der Invasion ergeben, dass viele Russen darüber nachdenken auszuwandern. Zehntausende Russen kamen in Istanbul an, entweder auf der Weiterreise oder zum Bleiben, desgleichen in Armenien, von wo aus etliche nach Georgien gelangen wollten. Ein Teil war vor einer drohenden Mobilmachung geflohen und kehrte nach Russland zurück. Die zunehmende Repression in zwanzig Jahren der Präsidentschaft Putins hatte die Intelligenzija an den Rand der Gesellschaft gedrängt. Im März 2022, schrieb Oleg Kaschin, werde die Gesellschaft von der Intelligenzija als solcher gesäubert sein wenige Tage bevor Wladimir Putin selber von einer „Reinigung der Gesellschaft“ sprach: „Das russische Volk wird immer in der Lage sein, wahre Patrioten von Abschaum und Verrätern zu unterscheiden und sie einfach auszuspucken wie eine Mücke, die ihm versehentlich in den Mund geflogen ist.»“
Infolge des Angriffskriegs wanderten laut einem am 10. März veröffentlichten Bericht des US-amerikanischen Senders NPR zwischen 100.000 und 200.000 Menschen aus Russland aus. Nach Georgien sind nach Angaben des dortigen Innenministers im März 30.000 Russen eingewandert bzw. geflohen. Nach Armenien sind nach einer Schätzung des armenischen Wirtschaftsministers Vahan Kerobyan etwa 43.000 Russen ausgewandert.
Laut Masha Gessen und Dmitri Gluchowski liegt die Anzahl derer, die im ersten Monat nach Beginn der Invasion aus Russland ausgereist sind, bei mehr als 200.000 Menschen.
Stand 22. September 2022 haben laut der EU seit Beginn der Invasion im Februar 2022 etwa 500.000 Russen ihr Land verlassen.

#### Medien
Der russische Friedensnobelpreisträger Dmitri Muratow kündigte an, dass die Zeitung Nowaja gaseta ihre nächste Ausgabe sowohl auf Ukrainisch als auch auf Russisch veröffentlichen werde. Muratow, der Journalist Michail Sygar, der Regisseur Wladimir Mirsojew und andere unterzeichneten ein Dokument, in dem sie erklärten, dass die Ukraine keine Bedrohung für Russland darstelle, und forderten die russischen Bürger auf, „nein zu diesem Krieg zu sagen“. Elena Chernenko, eine Journalistin bei Kommersant, verbreitete einen kritischen offenen Brief, der von 170 Journalisten und Akademikern unterzeichnet wurde.
Am 1. März gingen die russischen Behörden gegen den Radiosender Echo Moskwy und den Fernsehsender Doschd vor und nahmen sie vom Netz. Die Medien hätten sich nicht an die Vorgaben des Kreml über die Berichterstattung zum Konflikt in der Ukraine gehalten, so der Vorwurf. Der Verwaltungsrat von Echo Moskwy beschloss am 3. März die Selbstauflösung des Senders.
Das russische Parlament stellte „unzutreffende Berichterstattung über die Streitkräfte“ am 4. März unter schwere Strafen von bis zu 15 Jahren Freiheitsentzug. Die BBC stellte in diesem Zusammenhang vorläufig ihre Berichterstattung aus Russland ein.
Am 14. März, dem 19. Kriegstag, protestierte Marina Owsjannikowa, eine russische Fernsehredakteurin, die für den staatlichen Fernsehsender Perwy kanal (Erster Kanal) arbeitete, mitten in der Live-Nachrichten-Hauptsendung gegen diesen Krieg. Sie hielt für fünf Sekunden ein Plakat  in die Kamera und rief mehrmals „Kein Krieg“.
Der nach Odessa hinzugezogene Chinese und Programmierer Wang Jixian protestierte in chinesischen sozialen Netzwerken (darunter Weibo und WeChat) gegen die Invasion Russlands und gegen viele antiamerikanisch eingestellte chinesische Internetnutzer, die sich für Russland aussprachen. Wegen seines Protestes wurden seine chinesischen Nutzerkonten von der Zensur in China gesperrt.

#### Appelle und Aufrufe
80 russische gemeinnützige Organisationen richteten einen Appell an den Präsidenten, den Krieg zu stoppen.
Mitglieder der Kommunistischen Partei Russlands traten aus der Partei aus, weil die Landespartei die „militärische Sonderoperation“ gutgeheißen und damit den Internationalismus verraten habe.
Am 2. März rief der inhaftierte Alexei Nawalny die russische Bevölkerung zum Widerstand gegen den Krieg auf:

“Let’s not ‘be against the war.’ Let’s fight against the war. […] If in order to stop the war we have to fill prisons and paddy wagons [(Gefangenentransporter)] with ourselves, we will fill prisons and paddy wagons with ourselves.”

Am 23. März riefen Michail Chodorkowski, Sergei Gurijew, Dmitri Gudkow, Ljubow Sobol, Garri Kasparow, Jewgeni Tschitschwarkin, Boris Simin und Wladimir Kara-Mursa in einer Videobotschaft Russen dazu auf, der Kreml-Propaganda zu widerstehen, sich gegen den Krieg gegen die Ukraine zu wehren und gaben bekannt, ein Projekt mit dem Namen „Brücke“ gestartet zu haben, um Menschen zu helfen, die wegen ihres Antikriegsprotests aus Russland fliehen mussten. Sie gaben ferner die Gründung des Russian Anti-War Committees (Russische Antikriegskomitee) bekannt und riefen dazu auf, sich daran über Telegram zu beteiligen.
Im selben Monat lobte der in Russland geborene, im Exil lebende in den USA lebende, Unternehmer Alex Konanykhin ein Kopfgeld in Höhe von einer Million US-Dollar auf Putin aus.
Im August 2022 rief der ehemalige russische Duma-Abgeordnete Ilja Ponomarjow, der im Jahr 2014 als Einziger von 450 Abgeordneten gegen die Annexion der Krim gestimmt hatte, die russische Bevölkerung zu den Waffen und zum Sturz von „Putins faschistischem Regime“ auf.
Sieben Gemeindeabgeordnete eines Sankt Petersburger Verwaltungsbezirks erreichten – bei drei Enthaltungen – am 7. September 2022 ein Quorum für einen an die Duma gerichteten Antrag, der die Absetzung von Wladimir Putin wegen Hochverrats vorsieht. Daraufhin erhoben 40 Kommunalpolitiker aus Sankt Petersburg und Moskau Rücktrittsforderungen gegenüber Putin. Gegen die sieben Gemeindeabgeordneten wurden Ermittlungen wegen angeblicher „Diskreditierung“ der russischen Streitkräfte begonnen.
Im Jahr 2023 wuchs in Russland eine kleine Bewegung von weiblichen Angehörigen von im Jahr 2022 Mobilisierten, die die Heimkehr der Mobilisierten fordert und einen Austausch der in die Ukraine entsandten Mobilisierten mit Vertragssoldaten. Im November 2023 veröffentlichte die Bewegung eine entsprechende Petition.

### Deutschland

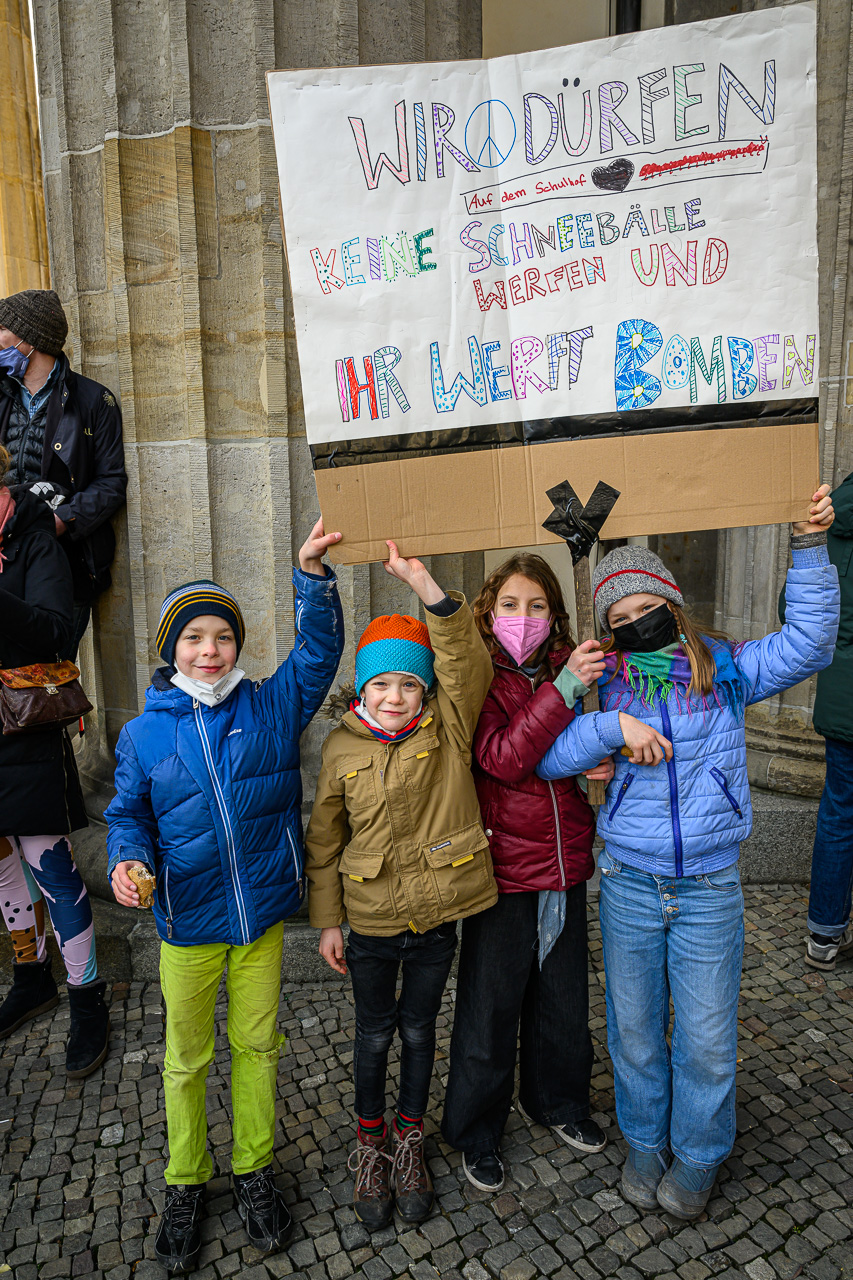
Schulkinder protestieren in Berlin am Brandenburger Tor, 27. Februar

Die sieben Politikergedenkstiftungen in Deutschland haben den Krieg Putins gegen das ukrainische Volk in einer gemeinsamen Erklärung verurteilt. Am 27. Februar 2022 haben Hunderttausende im Berliner Regierungsviertel unter dem Motto „Stoppt den Krieg! Frieden für die Ukraine und ganz Europa“ demonstriert. Am 28. Februar 2022 demonstrierten in der Kölner Innenstadt bis zu 250.000 Menschen gegen den Krieg in der Ukraine. Besonders bei dieser Demonstration für Frieden und Demokratie war, dass sie anstelle des klassischen – für diesen Tag nur in kleinerem Rahmen im Rheinenergiestadion geplanten – Kölner Rosenmontagsumzuges stattfand und zahlreiche Personen in Kostümen teilnahmen.
Die Allianz der Wissenschaftsorganisationen, eine Kooperation von zehn großen deutschen Wissenschaftsorganisationen, protestiert mit ihrer Stellungnahme vom 25. Februar 2022 gegen die russische Invasion in der Ukraine.
Die Europäische Vereinigung der Dombaumeister, Münsterbaumeister und Bauhüttenmeister rief für den 3. März zu einer europaweiten Aktion auf, bei der das Mittagsläuten der Kirchen sieben Minuten lang dauern sollte, eine Minute für jeden Tag der zu verurteilenden Militäraktion.
Am 13. März fanden in mehreren Städten, darunter in Berlin, Stuttgart, Frankfurt, Hamburg und Leipzig Straßendemonstrationen statt. Nach Angaben der Organisatoren – einem Bündnis aus Friedens-, Menschenrechts- und Umweltschutzorganisationen sowie Gewerkschaften und Kirchen – waren es bundesweit 125.000 Demonstranten.

### Schweiz
In der Schweiz fanden Demonstrationen in allen größeren Städten statt. In Zürich gingen am 5. März 40.000 Menschen auf die Straße. Einen solchen Aufmarsch habe Zürich „lange nicht mehr gesehen“, so der Tages-Anzeiger.

### Weitere Staaten
In zahlreichen europäischen Staaten, in den USA, Kanada, in mehreren ehemaligen Sowjetrepubliken und weiteren Staaten kam es zu Kundgebungen der Solidarität mit der Ukraine und gegen die russische Aggression.

In Spanien versuchte ein ukrainisches Besatzungsmitglied, die Jacht des CEO von Rosoboronexport zu versenken, wurde jedoch von anderen ukrainischen Seeleuten daran gehindert. 

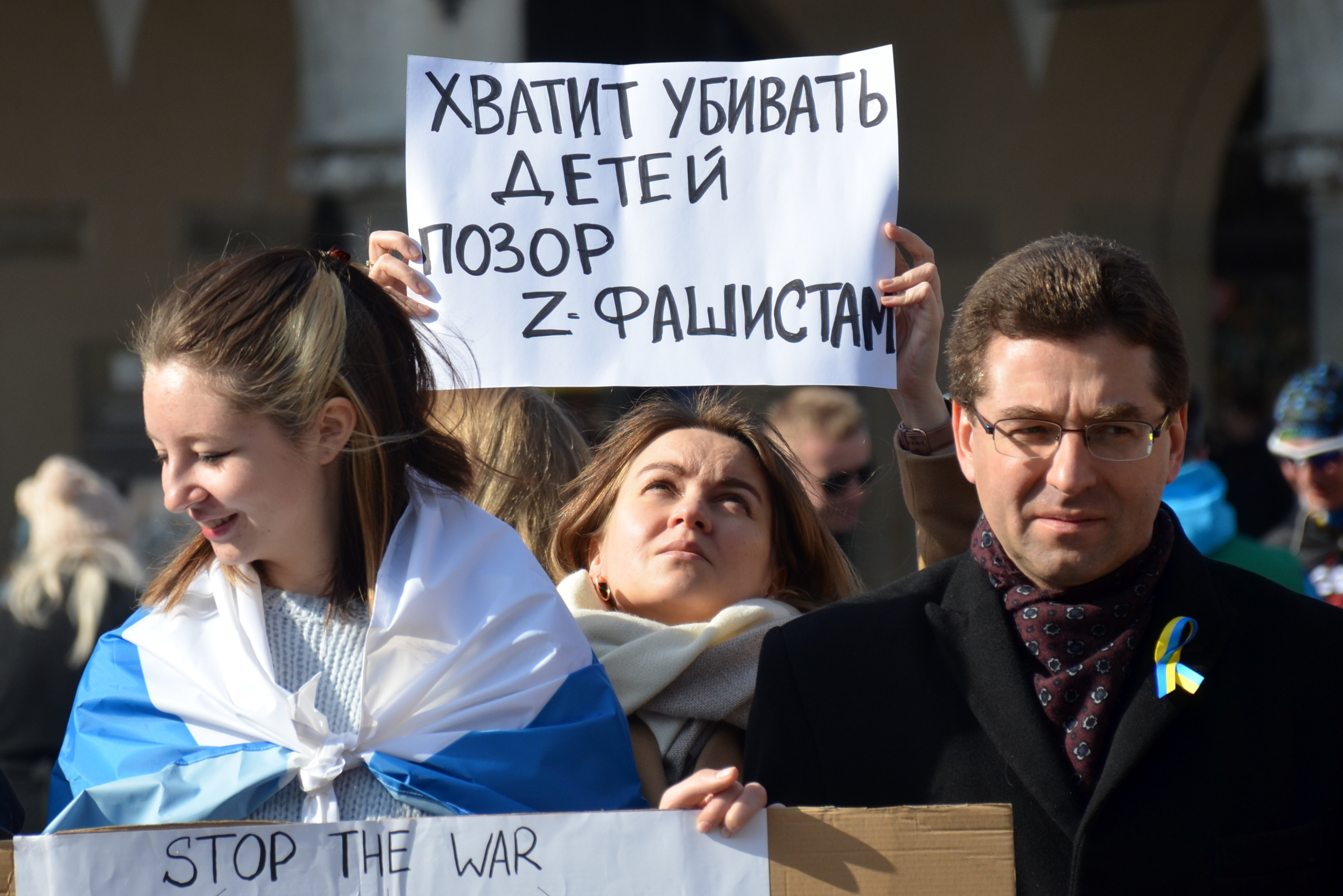
Kraków, 20. März 2022: „Hört auf, Kinder zu töten. Schande den Z-Faschisten.“

Weltweit fanden Demonstrationen statt, so zum Beispiel in diesen Staaten:
- Albanien[81]
- Armenien[82]
- Argentinien[83]
- Aserbaidschan[84]
- Belarus[85]
- Belgien[86]
- Bulgarien[87]
- Bosnien und Herzegowina[88]
- Brasilien[89]
- Chile[90]
- Dänemark[91]
- Estland[92]
- Finnland[83]
- Frankreich[93]
- Georgien[83]
- Griechenland[94]
- Indien[95]
- Island[96]
- Irland[97]
- Israel[98]
- Italien[83]
- Japan[83]
- Kanada[99]
- Kasachstan[100]
- Kirgisistan[101]
- Kosovo[102]
- Kolumbien[103]
- Kroatien[104]
- Lettland[105]
- Libanon[93]
- Litauen[106]
- Luxemburg[107]
- Malaysia[108]
- Mexiko[90]
- Moldau[109]
- Montenegro[110]
- Neuseeland[111]
- Niederlande[112]
- Nordmazedonien[113]
- Norwegen[93]
- Österreich[93]
- Peru[114]
- Polen[112]
- Portugal[115]
- Rumänien[116]
- Schweden[112]
- Schweiz[117]
- Serbien[104]
- Slowakei[118]
- Slowenien[83]
- Spanien[93]
- Sri Lanka[119]
- Südafrika[120]
- Südkorea[121]
- Taiwan[83]
- Thailand[122]
- Tschechien[112]
- Türkei[83]
- Ungarn[123]
- Venezuela[124]
- Vereinigtes Königreich[83]
- Vereinigte Staaten[83]

Weitere Demonstrationen
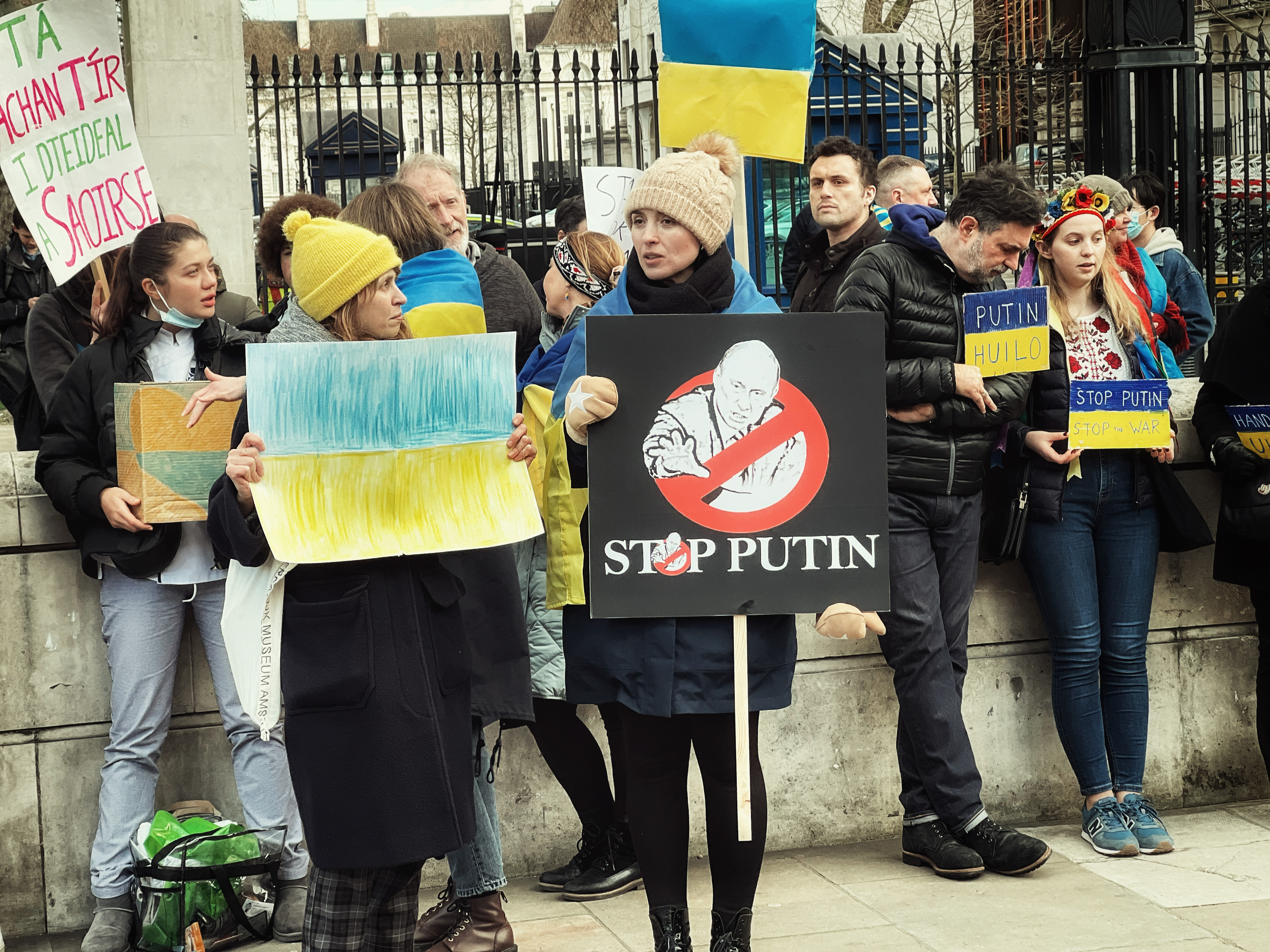
London
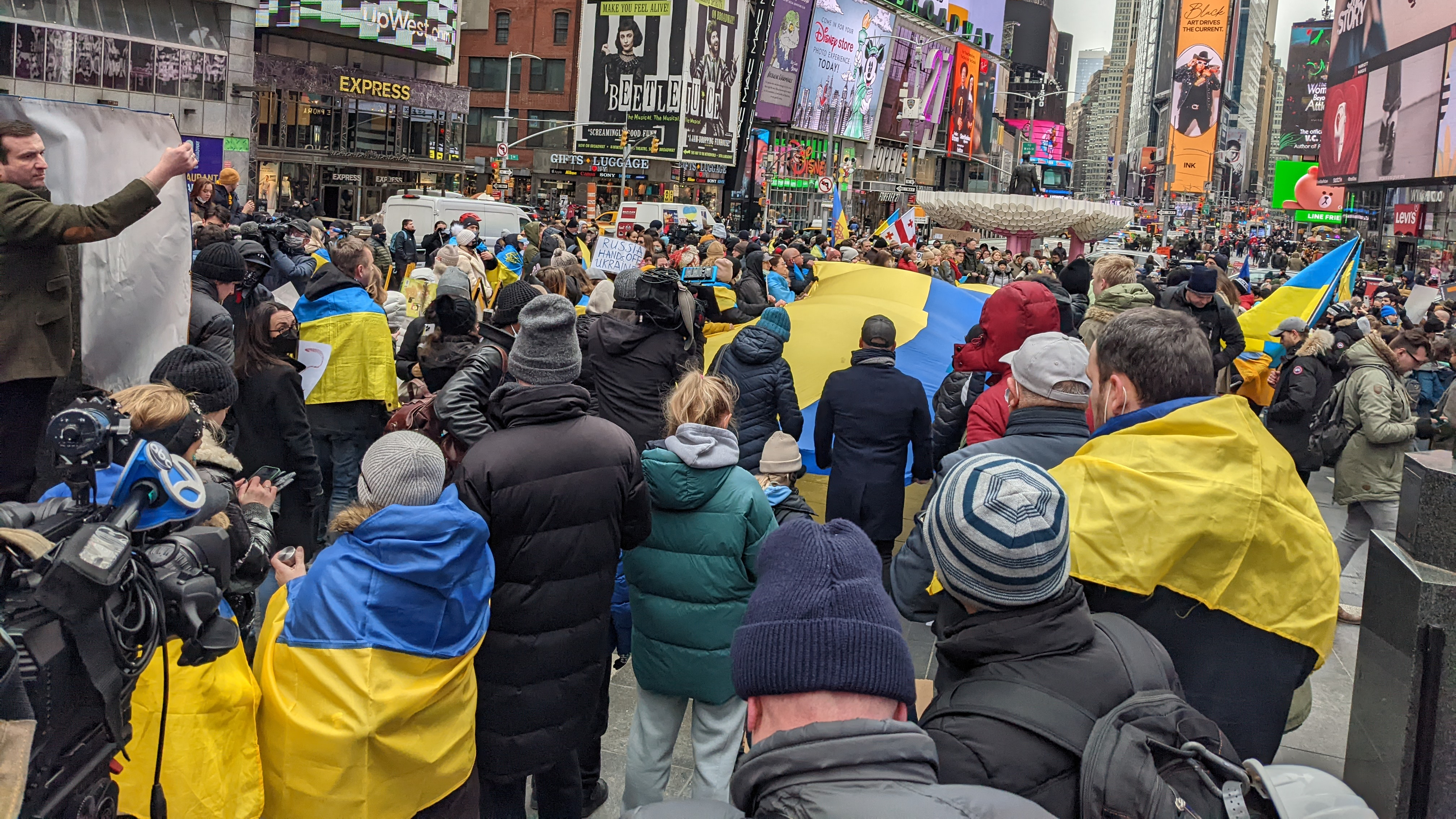
New York City
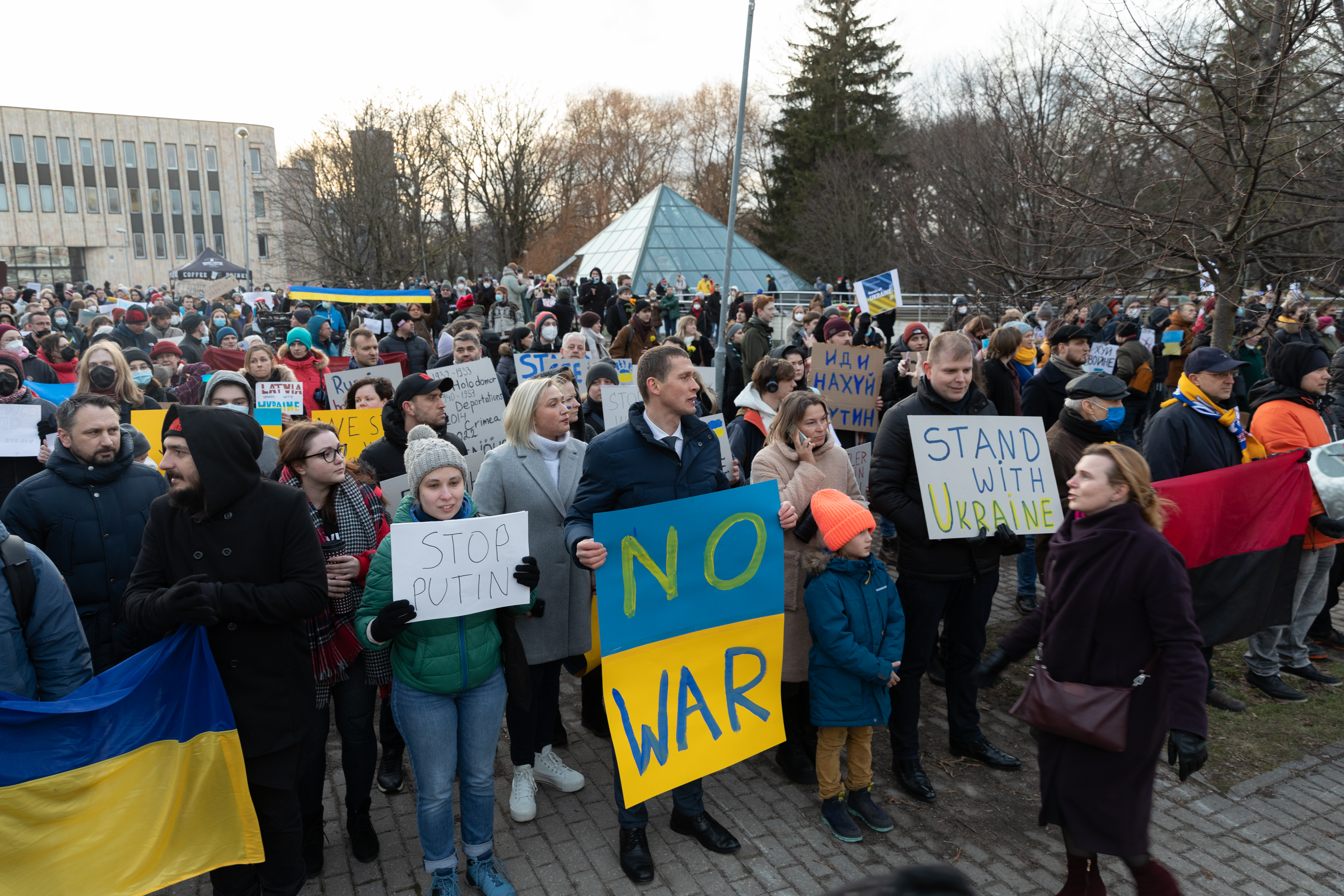
Riga
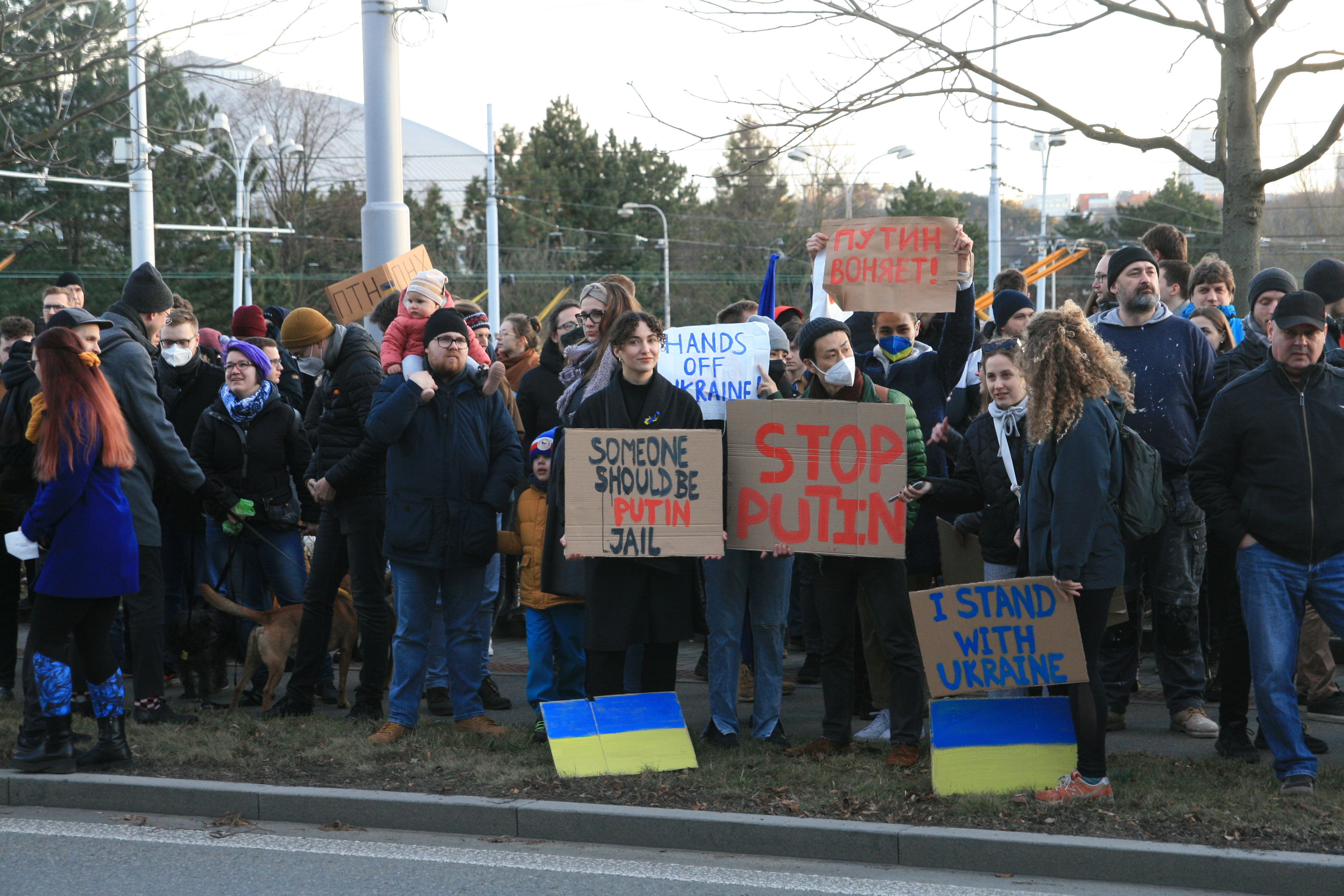
Brünn
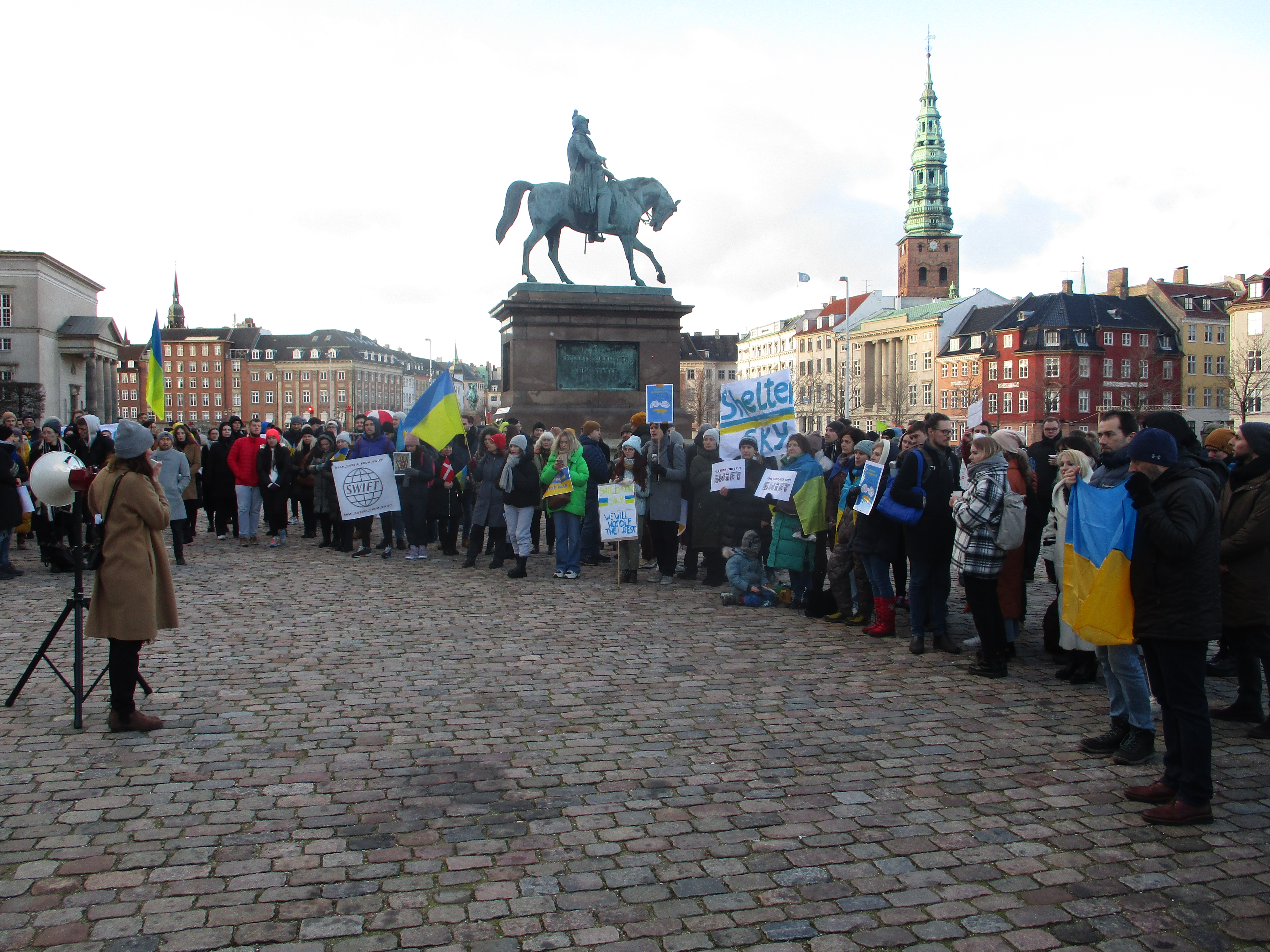
Kopenhagen
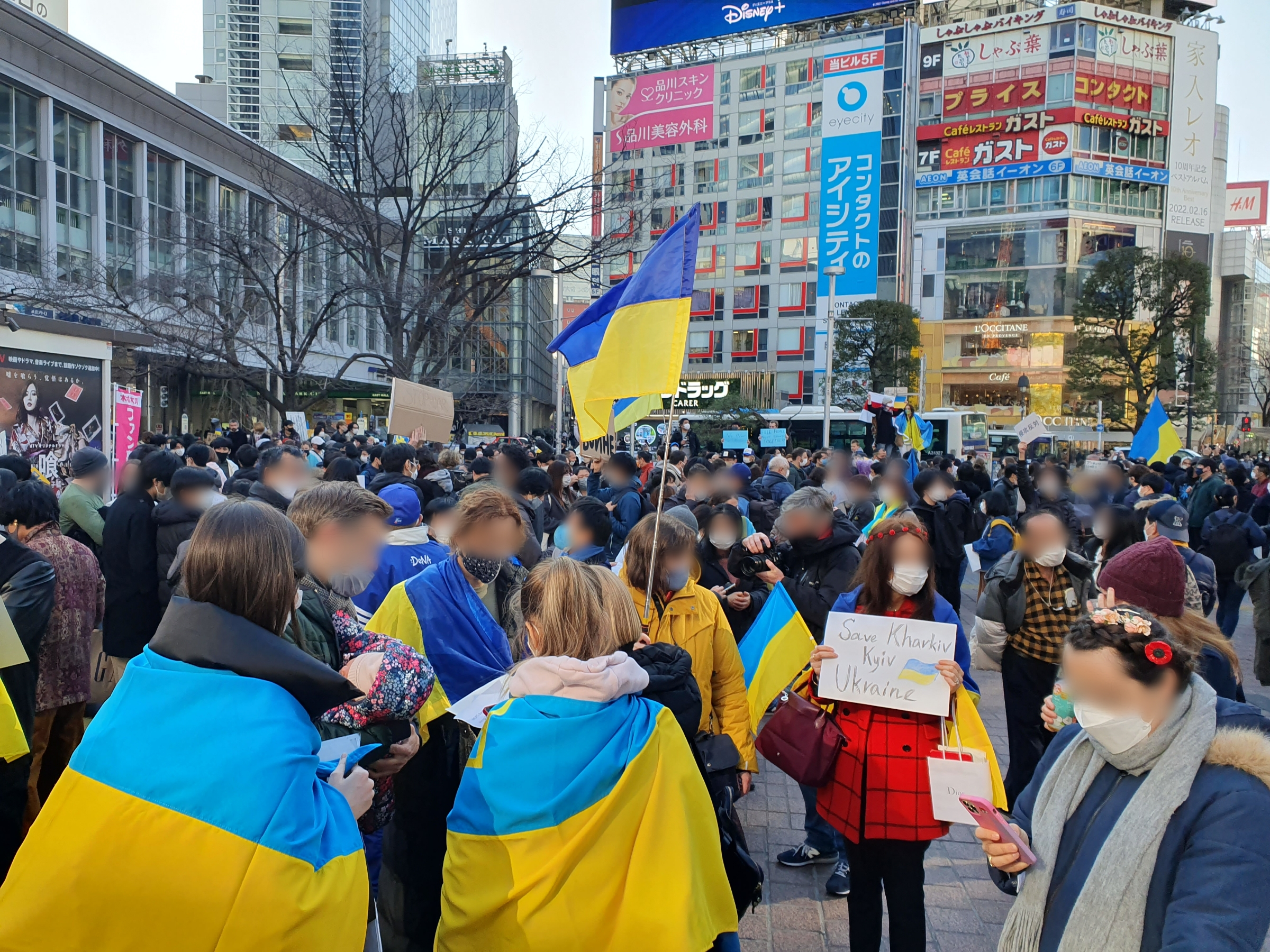
Tokio
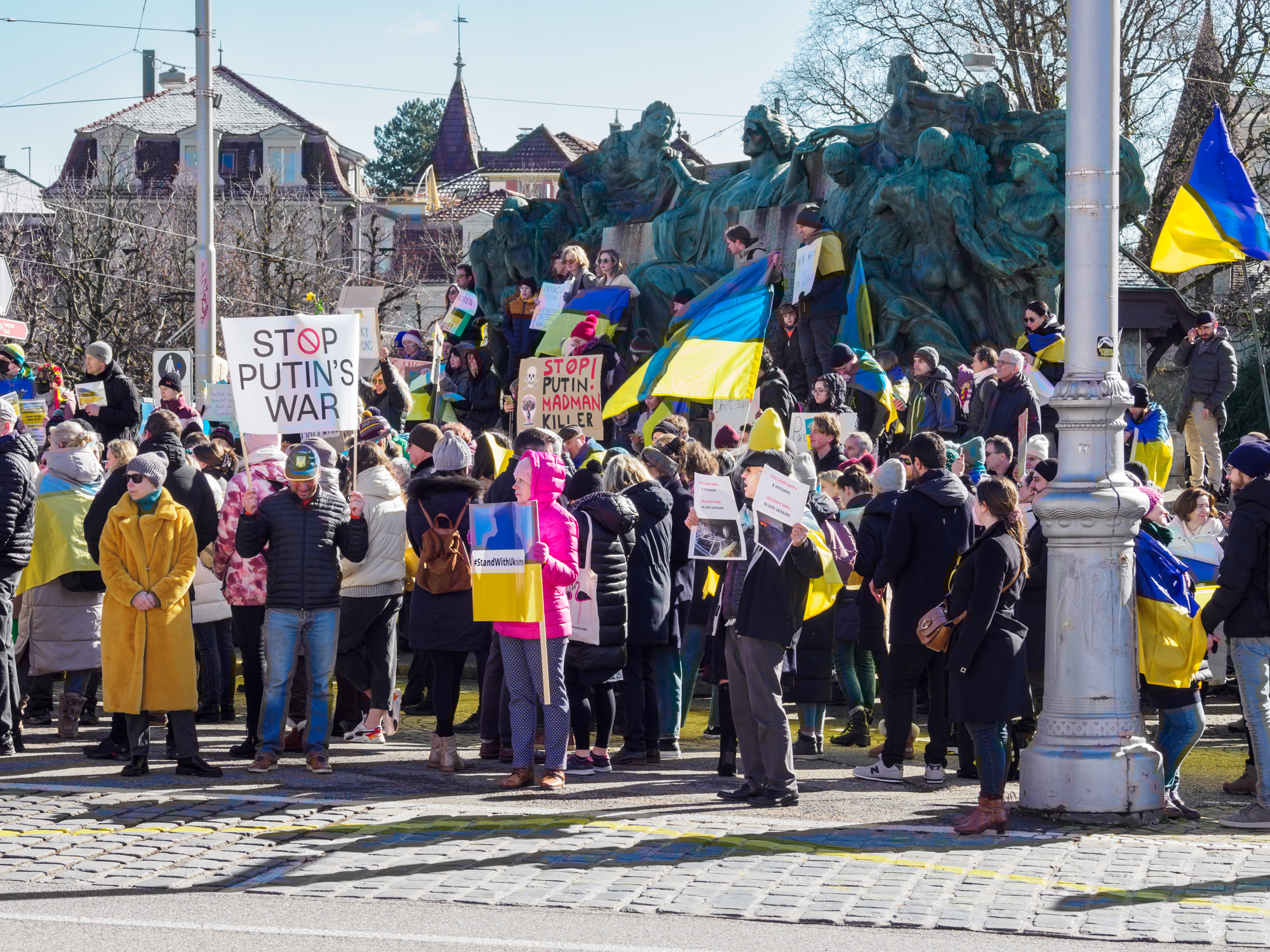
Bern
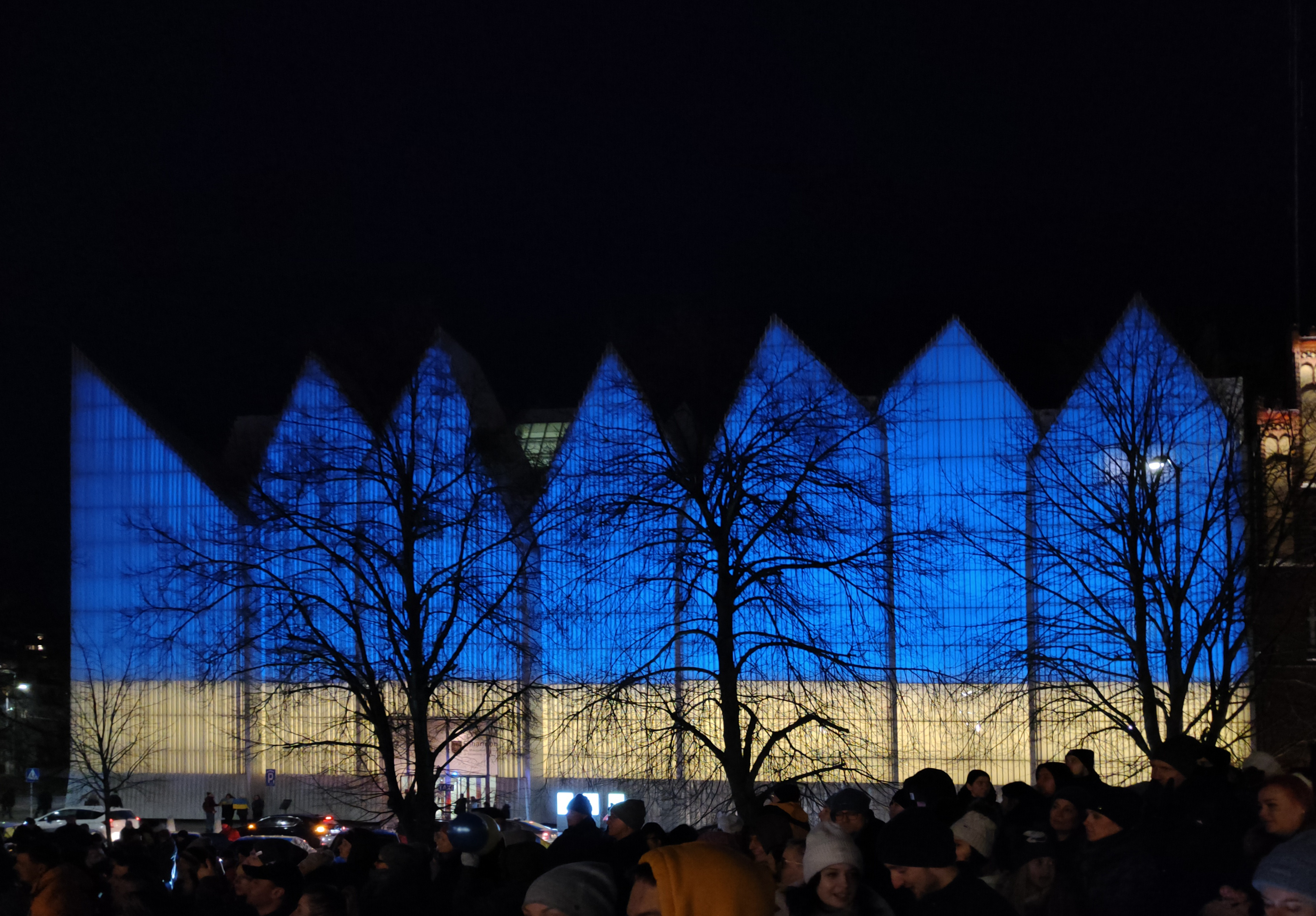
Stettin

## Reaktionen von internationalen Gruppen, Verbänden und Organisationen

### Sport
Die Fußballverbände von Polen, Tschechien und Schweden gaben Erklärungen ab, die anstehenden Qualifikationsspiele in Moskau für die Weltmeisterschaft 2022 zu boykottieren. Sie forderten auch die UEFA und die FIFA auf, alternative Austragungsorte für die kommenden Spiele zu finden. Die UEFA kündigte ein Treffen für den 25. Februar an, um die Lage zu erörtern und die Verlegung des Champions-League-Finales 2022 aus Sankt Petersburg zu bestätigen.
Der internationale Schachverband FIDE gab am 25. Februar bekannt, dass die ursprünglich in Moskau geplante 44. Schacholympiade nicht in Russland stattfinden wird.
Der internationale Automobilverband FIA gab am 24. Februar bekannt, dass es unter den derzeitigen Umständen unmöglich sei, den in Sotschi geplanten Großen Preis von Russland 2022 abzuhalten.
44 namhafte russische Schachspieler riefen Anfang März 2022 in einem an Wladimir Putin gerichteten offenen Brief dazu auf, den Krieg zu beenden und bekundeten „Solidarität mit den Menschen in der Ukraine“.

### Unterhaltung
Die Europäische Rundfunkunion disqualifizierte Russland vom Eurovision Song Contest 2022. Disney, Warner Bros. und Sony werden keine Filme mehr in Russland erscheinen lassen.
Als Zeichen der Solidarität beschlossen zahlreiche Radiosender in Europa in ihren Programmen, darunter mehr als 200 aus Deutschland, am Morgen des 4. März 2022 zeitgleich um 8:45 Uhr das Lied Give Peace a Chance von John Lennon zu spielen.

### Kultur
Der Internationale Museumsrat (ICOM) fürchtet um das ukrainische Kulturerbe und erwartet von beiden Ländern, dass sie als Vertragsstaaten der Haager Konvention zum Schutz von Kulturgut bei bewaffneten Konflikten entsprechend handeln. Der ICOM warnte alle interessierten Parteien, auf einen möglichen Anstieg des Schmuggels von Kulturgütern aus der Region zu achten, und erinnerte alle nationalen Regierungen in der Region an ihre internationalen rechtlichen Verpflichtungen zum Schutz des beweglichen Kulturerbes im Rahmen des UNESCO-Übereinkommens von 1970.
Verschiedene Klangkörper bzw. Bühnen nahmen Werke des russischen Komponisten Peter Tschaikowski vom Programm, so das Rundfunk-Sinfonieorchester Berlin den „Slawischen Marsch“, das Prager Nationaltheater die Oper „Pantöffelchen“ oder das britische Cardiff Philharmonic Orchestra die „Ouvertüre 1812“.

### Wissenschaft
104 Nobelpreisträger unterzeichneten einen an Wladimir Putin adressierten Aufruf, „die völkerrechtlichen Vereinbarungen zu achten, seine Streitkräfte zurückzurufen, Verhandlungen aufzunehmen und den Frieden herzustellen“. Der Aufruf war von der Max-Planck-Gesellschaft initiiert worden.
Etwa 40 Psychologen aus rund 20 Staaten schrieben einen von den Sozialpsychologen Rolf van Dick und Ulrich Wagner initiierten offenen Brief an Putin, in dem sie ihm die auch für ihn nachteiligen Auswirkungen aufzeigen.

### Hilfsorganisationen
Mit dem russischen Angriff hat eine massive Fluchtbewegung eingesetzt und ist eine humanitäre Notlage entstanden, die auch in Deutschland eine große Hilfsbereitschaft ausgelöst hat. Zahlreiche Hilfsorganisationen sind trotz der schwierigen Situation in der Ukraine aktiv und leisten humanitäre Hilfe. Die Hilfsmaßnahmen erstrecken sich auf Notsituationen im ganzen Staat. Es werden Feldküchen betrieben, Notunterkünfte eröffnet und Betroffene mit Medikamenten und warmer Kleidung versorgt. Menschen – die aufgrund des Konflikts ihre Häuser verlassen mussten – werden aufgenommen und psychologisch unterstützt. Viele weitere Initiativen, Vereine, kirchliche Einrichtungen und Kommunen organisieren derzeit Hilfe.

### Städte
Zwei Hauptstädte Osteuropas trafen Entschlüsse zur Änderung von Straßennamen. In Riga wurde entschieden, denjenigen Teil einer Straße, an der sich die russische Botschaft befindet, in Straße der ukrainischen Unabhängigkeit umzubenennen. In Vilnius wurde einer bisher namenlose Straße, an der sich die russische Botschaft befindet, der Name Straße der ukrainischen Helden. (Ukrainos Didvyrių g) gegeben.